# Bradysia bicolor
Bradysia bicolor är en tvåvingeart som först beskrevs av Johann Wilhelm Meigen 1818.  Bradysia bicolor ingår i släktet Bradysia och familjen sorgmyggor.
Artens utbredningsområde är Tyskland. Arten är reproducerande i Sverige. Inga underarter finns listade i Catalogue of Life.